# 邻苯二胺
邻苯二胺是一个芳香胺，分子式为C6H4(NH2)2。它是苯二胺的异构体之一，两个氨基处于苯环的邻位（1,2-），其他两个异构体是间苯二胺和对苯二胺。
邻苯二胺由邻硝基苯胺的硫化钠还原或催化氢化还原得到。它可与很多无机酸生成易溶于水的盐类。
邻苯二胺可与酮和醛缩合生成相应的席夫碱，合成取代苯并咪唑。喹喔啉二酮由邻苯二胺与草酸二甲酯缩合得到。
邻苯二胺也可作为螯合剂或制取螯合配体的前体。